# Philippe Gagné
Philippe Gagné (Montréal, 23 ottobre 1997) è un tuffatore canadese.

## Palmarès
- Giochi panamericani

Toronto 2015: argento nel sincro 10 m. e nel sincro 3 m. e bronzo nel trampolino 3 m.
Lima 2019: argento nel trampolino 3 m sincro; bronzo nel trampolino 3 m;
- Giochi del Commonwealth

Gold Coast 2018: argento nel trampolino 3 m.; argento nel trampolino 3 m. sincro
- Giochi olimpici giovanili

Nanchino 2014: argento nella piattaforma 10 m. e bronzo nel trampolino 3 m.